# Beloveža
Beloveža (allemand : Belloweesche ,hongrois : Bélavésze) est un village de Slovaquie situé dans la région de Prešov.

## Histoire
La première mention écrite du village date de 1355.

## Démographie

### Évolution de la population
| Année:               | 1994. | 2004.   | 2014.   | 2024.   |
| -------------------- | ----- | ------- | ------- | ------- |
| Nombre de personnes: | 827   | 797     | 807     | 789     |
| Différence:          |       | -3,62 % | +1,25 % | -2,23 % |

| Année:               | 2023. | 2024.   |
| -------------------- | ----- | ------- |
| Nombre de personnes: | 781   | 789     |
| Différence:          |       | +1,02 % |